# Enkenbach
Enkenbach is een plaats in de Duitse gemeente Enkenbach-Alsenborn, deelstaat Rijnland-Palts, en telt 4700 inwoners (2006)